# Thecocarcelia trichops
Thecocarcelia trichops är en tvåvingeart som beskrevs av Erich Martin Hering 1967. Thecocarcelia trichops ingår i släktet Thecocarcelia och familjen parasitflugor. Inga underarter finns listade i Catalogue of Life.